# Luciano Gondou
Luciano Emilio Gondou Zanelli (ur. 22 czerwca 2001 w Rufino) – argentyński piłkarz występujący na pozycji środkowego napastnika w rosyjskim klubie Zenit Petersburg oraz w reprezentacji Argentyny U-23.